# Abuda
Adaílson Pereira Coelho, także Abuda (ur. 28 marca 1986 w São Luís) – brazylijski piłkarz grający na pozycji napastnika.

## Kariera piłkarska
Od 2003 roku występował w SC Corinthians Paulista, Clube Náutico Capibaribe, VfL Wolfsburg, Beerschot A.C., CR Vasco da Gama, Avaí FC, Paraná Clube, Marília AC, Brasiliense FC, Tours FC, Dibba Al-Hisn, Sampaio Corrêa FC, Moto Club de São Luís, Oeste FC, FC Gifu, Icasa Juazeiro do Norte, Roma Esporte Apucarana, Operário Ponta Grossa, Tokyo Verdy, Misto Esporte Clube, Guarany SC i Comercial FC.